# Předotice
Předotice jsou obec v okrese Písek v Jihočeském kraji. Žije v nich 589 obyvatel.

## Historie
První písemná zmínka o vesnici pochází z roku 1323.

## Obyvatelstvo
| Rok            | 1869  | 1880  | 1890  | 1900  | 1910  | 1921  | 1930  | 1950 | 1961 | 1970 | 1980 | 1991 | 2001 | 2011 | 2021 |
| -------------- | ----- | ----- | ----- | ----- | ----- | ----- | ----- | ---- | ---- | ---- | ---- | ---- | ---- | ---- | ---- |
| Počet obyvatel | 1 556 | 1 539 | 1 475 | 1 394 | 1 338 | 1 332 | 1 194 | 903  | 844  | 725  | 610  | 488  | 426  | 497  | 589  |
| Počet domů     | 194   | 213   | 219   | 225   | 223   | 224   | 244   | 247  | 222  | 209  | 185  | 182  | 260  | 278  | 303  |

## Obecní správa
Mezi lety 1850–1929 Předotice patřily jako osada obce k Třebkovu v okrese Písek.
V letech 1930–1962 patřily jako osada obce ke Křešicím. V letech 1963–1987 patřily jako část obce k Podolí II. Od 1. ledna 1988 do 28. února 1990 patřily jako část obce k Čížové a od 1. března 1990 jsou samostatnou obcí.

### Místní části
Obec Předotice se skládá z devíti částí na sedmi katastrálních územích.
- Kožlí u Čížové (i název k. ú.)
- Křešice (k. ú. Křešice u Čížové)
- Malčice (k. ú. Malčice u Mirotic)
- Podolí II (i název k. ú.)
- Předotice (leží v k. ú. Křešice u Čížové)
- Soběšice (k. ú. Soběšice u Předotic)
- Šamonice (i název k. ú.)
- Třebkov (i název k. ú.)
- Vadkovice (leží v k. ú. Podolí II)

### Obecní symboly
Znak a vlajka byly obci uděleny rozhodnutím předsedy Poslanecké sněmovny Parlamentu České republiky dne 11. května 2006.

## Pamětihodnosti
- Kaple svatého Petra a svatého Pavla v obci je z roku 1936.[9]